# Сам (Мангистауская область)
Сам (каз. Сам, до 2007 года — Кызыласкер) — село в Бейнеуском районе Мангистауской области Казахстана. Административный центр Самского сельского округа. Находится примерно в 52 км к востоку-юго-востоку (ESE) от села Бейнеу, административного центра района. Код КАТО — 473644100.

## Население
В 1999 году население села составляло 451 человека (220 мужчин и 231 женщина). По данным переписи 2009 года в селе проживало 450 человек (239 мужчин и 211 женщин).